# Großsteingrab Forstort Großenholz
Das Großsteingrab Forstort Großenholz (auch Prinzengruft oder Prinzenstein genannt) war eine megalithische Grabanlage der jungsteinzeitlichen Trichterbecherkultur beim Forstort Großenholz, westlich von Zeven im Landkreis Rotenburg (Wümme) (Niedersachsen). Es wurde im ausgehenden 19. Jahrhundert zerstört. In den 1890er Jahren waren nur noch ein Wandstein und ein Deckstein vorhanden. Letzterer hatte eine Länge von 2 m, eine Breite von 1,5 m und eine Dicke von 1 m. Die Namen Prinzengruft und Prinzenstein leiten sich von einer Sage ab, nach der hier ein im Dreißigjährigen Krieg gefallener Prinz mit einem goldenen Säbel bestattet worden war. Die Suche nach diesem Säbel hat auch erheblich zur Zerstörung des Grabes beigetragen.